# 慈母驕兒
《慈母驕兒》（英語：Kind Mother and Naughty Son），又作《慈母嬌兒》，星馬片名《迷途的孝子》，是1960年上映的一部香港黑白倫理愛情文藝片，由左几編導，謝賢、嘉玲、黄曼梨及姜中平主演，電影主題圍繞慈母與虛榮兒子之間的故事。

## 劇情
清貧的三嬸（黄曼梨 飾）下有一兒周子平（謝賢 飾），慈母為了兒子出人頭地，辛苦供他入讀香港一所貴族大學。子平眼看身邊的同學都很有錢，遂冒充富家子，訛稱父親為南洋富商，與校花唐綺雲（嘉玲 飾）拍拖。在耳濡目染下，子平漸漸被虛榮心衝昏頭腦。一天，三嬸當清潔女工時巧遇子平和綺雲，慌張的她失足墮樓受傷，事件致使子平的謊言被識破，遭到校方開除。綺雲父親唐俊仁（李鵬飛 飾）為一老千，其與搭檔戴良（姜中平 飾）設局迫子平騙取富孀金錢，綺雲找父親商討卻被禁錮，綺雲設法報警。三嬸為救兒子深入虎穴，卻遭到唐俊仁槍傷......

## 角色
| 演員   | 角色   | 備註               |
| 謝賢   | 周子平 | 家貧，與母相依為命 |
| 嘉玲   | 唐綺雲 | 貴族學校校花       |
| 黄曼梨 | 三嬸   | 子平母親，清潔女工 |
| 姜中平 | 戴良   | 老千               |
| 雷鳴   | 胡森   |                    |
| 尤奇   | 陳士傑 |                    |
| 黃楚山 | 陳忠   |                    |
| 李鵬飛 | 唐俊仁 | 綺雲父親，老千     |
| 張浩   | 馮華得 |                    |
| 夏寶蓮 | 夏潔貞 |                    |
| 梁淑卿 | 陳媽   |                    |
| 黎坤蓮 | 女爪牙 |                    |
| 吳桐   | 梁出納 |                    |
| 高超   | 男爪牙 |                    |
| 黎雯   | 笑姐   |                    |

## 外部連結
- 香港影庫上《慈母驕兒》的資料（繁體中文）
- 豆瓣电影上《慈母驕兒》的資料 （简体中文）
- 互联网电影数据库（IMDb）上《慈母驕兒》的资料（英文）